# Cerretanok
Cerretanok, ókori ibér nép Hispania Tarraconensisben, a Pireneusok közt. Két ágra oszlottak, Julianira és Augustanira, mivel Julius Caesartól római polgárjogot, Augustustól területgyarapodást nyertek. Híresek voltak sonkáikról.